# American Hockey League 1970-1971
La stagione 1970-1971 è stata la 35ª edizione della American Hockey League, la più importante lega minore nordamericana di hockey su ghiaccio. Gli Springfield Kings e i Quebec Aces disputarono uno spareggio per l'assegnazione dell'ultimo posto valido per i playoff. La stagione vide al via otto formazioni e al termine dei playoff gli Springfield Kings conquistarono la loro quarta Calder Cup sconfiggendo i Providence Reds 4-0.

## Modifiche
- Si sciolsero i Buffalo Bisons a causa della nascita dei Buffalo Sabres, nuova franchigia della National Hockey League.

## Stagione regolare

### Classifiche
East Division
|  | Pos. | Squadra            | Pt | G  | V  | S  | N  | GF  | GS  | DR  |
|  | ---- | ------------------ | -- | -- | -- | -- | -- | --- | --- | --- |
|  | 1.   | Providence Reds    | 69 | 72 | 28 | 31 | 13 | 257 | 270 | -13 |
|  | 2.   | Montreal Voyageurs | 68 | 72 | 27 | 31 | 14 | 215 | 239 | -24 |
|  | 3.   | Springfield Kings  | 66 | 72 | 29 | 35 | 8  | 244 | 281 | -37 |
|  | 4.   | Quebec Aces        | 66 | 72 | 25 | 31 | 16 | 211 | 240 | -29 |

West Division
|  | Pos. | Squadra             | Pt | G  | V  | S  | N  | GF  | GS  | DR  |
|  | ---- | ------------------- | -- | -- | -- | -- | -- | --- | --- | --- |
|  | 1.   | Baltimore Clippers  | 89 | 72 | 40 | 23 | 9  | 263 | 224 | +39 |
|  | 2.   | Cleveland Barons    | 85 | 72 | 39 | 26 | 7  | 272 | 208 | +64 |
|  | 3.   | Hershey Bears       | 72 | 72 | 31 | 31 | 10 | 238 | 212 | +26 |
|  | 4.   | Rochester Americans | 61 | 72 | 25 | 36 | 11 | 222 | 248 | -26 |

Legenda:

      Ammesse ai Playoff
Note:

Due punti a vittoria, un punto a pareggio, zero a sconfitta.

### Statistiche
Classifica marcatori
| Giocatore     | Squadra                 | PG | Gol | Assist | Punti |
| ------------- | ----------------------- | -- | --- | ------ | ----- |
| Fred Speck    | Baltimore Clippers      | 72 | 31  | 61     | 92    |
| Marc Dufour   | Baltimore Clippers      | 69 | 31  | 51     | 82    |
| Wayne Rivers  | Baltimore Clippers      | 65 | 38  | 37     | 75    |
| Norm Beaudin  | Cleveland Barons        | 59 | 27  | 48     | 75    |
| Joey Johnston | Cleveland Barons        | 72 | 27  | 47     | 74    |
| Joe Szura     | Providence Reds         | 70 | 21  | 53     | 74    |
| Bob Leiter    | Hershey Bears           | 72 | 33  | 36     | 69    |
| Don Blackburn | Rochester Americans     | 62 | 25  | 44     | 69    |
| Doug Volmar   | Springfield Kings       | 69 | 42  | 26     | 68    |
| Rey Comeau    | 2 franchigie (CLE, MTL) | 70 | 26  | 39     | 65    |
|               |                         |    |     |        |       |

Classifica portieri
| Giocatore        | Squadra             | PG | MGS  |  |
| ---------------- | ------------------- | -- | ---- |  |
| Gary Kurt        | Cleveland Barons    | 42 | 2.67 |  |
| André Gill       | Hershey Bears       | 40 | 2.67 |  |
| Ken Dryden       | Montreal Voyageurs  | 33 | 2.68 |  |
| Andy Brown       | Baltimore Clippers  | 50 | 2.86 |  |
| Fern Rivard      | Cleveland Barons    | 36 | 2.98 |  |
| Dan Bouchard     | Hershey Bears       | 33 | 3.13 |  |
| Michel Belhumeur | Quebec Aces         | 37 | 3.16 |  |
| Serge Aubry      | Rochester Americans | 51 | 3.20 |  |
| Bobby Taylor     | Quebec Aces         | 39 | 3.39 |  |
| Billy Smith      | Springfield Kings   | 49 | 3.51 |  |
|                  |                     |    |      |  |

## Playoff
|  | Primo turno | Primo turno        | Primo turno       |                    |                   | Semifinali        | Semifinali      | Semifinali |  |  | Calder Cup | Calder Cup | Calder Cup |  |
|  |             |                    |                   |                    |                   |                   |                 |            |  |  |            |            |            |  |
|  |             |                    |                   |                    |                   | E1                | Providence Reds | 4          |  |  |            |            |            |  |
|  |             |                    |                   |                    |                   | E1                | Providence Reds | 4          |  |  |            |            |            |  |
|  |             |                    | W1                | Baltimore Clippers | 2                 |                   |                 |            |  |  |            |            |            |  |
|  |             |                    |                   | Baltimore Clippers | 2                 |                   |                 |            |  |  |            |            |            |  |
|  |             |                    |                   |                    |                   |                   |                 |            |  |  |            |            |            |  |
|  |             |                    |                   |                    |                   |                   |                 |            |  |  |            |            |            |  |
|  |             | Providence Reds    | Providence Reds   | 0                  |                   |                   |                 |            |  |  |            |            |            |  |
|  |             |                    |                   |                    |                   |                   |                 |            |  |  |            |            |            |  |
|  |             |                    | Springfield Kings | Springfield Kings  | 4                 |                   |                 |            |  |  |            |            |            |  |
|  | E2          | Montreal Voyageurs | Springfield Kings | Springfield Kings  | 4                 | 0                 |                 |            |  |  |            |            |            |  |
|  | E2          | Montreal Voyageurs |                   |                    |                   |                   |                 |            |  |  |            |            |            |  |
|  | E3          | Springfield Kings  | 3                 |                    |                   |                   |                 |            |  |  |            |            |            |  |
|  | E3          | Springfield Kings  | 3                 |                    | Springfield Kings | Springfield Kings | 3               |            |  |  |            |            |            |  |
|  |             |                    |                   |                    | Springfield Kings | Springfield Kings | 3               |            |  |  |            |            |            |  |
|  |             |                    | Cleveland Barons  | Cleveland Barons   | 1                 |                   |                 |            |  |  |            |            |            |  |
|  | W2          | Cleveland Barons   | Cleveland Barons  | Cleveland Barons   | 1                 | 3                 |                 |            |  |  |            |            |            |  |
|  | W2          | Cleveland Barons   |                   |                    |                   |                   |                 |            |  |  |            |            |            |  |
|  | W3          | Hershey Bears      | 1                 |                    |                   |                   |                 |            |  |  |            |            |            |  |

## Premi AHL
- Calder Cup: Springfield Kings
- F. G. "Teddy" Oke Trophy: Providence Reds
- John D. Chick Trophy: Springfield Kings
- Dudley "Red" Garrett Memorial Award: Fred Speck (Baltimore Clippers)
- Eddie Shore Award: Marshall Johnston (Cleveland Barons)
- Harry "Hap" Holmes Memorial Award: Gary Kurt (Cleveland Barons)
- John B. Sollenberger Trophy: Fred Speck (Baltimore Clippers)
- Les Cunningham Award: Fred Speck (Baltimore Clippers)
- Louis A. R. Pieri Memorial Award: Terry Reardon (Baltimore Clippers)

### Vincitori
| Springfield Kings | Portieri: Merlin Jenner, Billy Smith Difensori: Brian Gibbons, Wayne LaChance, Mike McMahon, Larry McNabb, Bill Mikkelson, Jean Potvin Attaccanti: Red Armstrong, Mike Boland, Kent Byrnes, Gary Dineen, Butch Goring, Ed Hoekstra, Al McDonough, Brian Murphy, Bill Orban, Dunc Rousseau, Wayne Schultz, Jim Stanﬁeld, Doug Volmar Allenatore: Johnny Wilson |

### AHL All-Star Team
First All-Star Team
- Attaccanti: Don Blackburn • Joe Johnson e Fred Speck • Marc Dufour
- Difensori: Ralph MacSweyn • Marshall Johnston
- Portiere: Andy Brown

Second All-Star Team
- Attaccanti: Stan Gilbertson • Bob Leiter • Wayne Rivers
- Difensori: Kent Douglas • Ray Fortin
- Portiere: Gary Kurt